# ゼアキサンチンエポキシダーゼ
ゼアキサンチンエポキシダーゼ(zeaxanthin epoxidase)は、カロテノイド生合成酵素の一つで、次の化学反応を触媒する酸化還元酵素である。
- (1a) ゼアキサンチン + NAD(P)H + H+ + O2 {\displaystyle \rightleftharpoons } アンテラキサンチン + NAD(P)+ + H2O
- (1b) アンテラキサンチン + NAD(P)H + H+ + O2 {\displaystyle \rightleftharpoons } ビオラキサンチン + NAD(P)+ + H2O

反応式の通りゼアキサンチンがビオラキサンチンまで酸化される。
組織名はzeaxanthin,NAD(P)H:oxygen oxidoreductaseで、別名にZea-epoxidaseがある。